# Antrachinony
Antrachinony – grupa organicznych związków chemicznych, których struktura oparta jest na szkielecie antrachinonu. Stanowią największą grupę naturalnie występujących chinonów, obok benzochinonów i naftochinonów
Występują naturalnie w wielu organizmach, przede wszystkim u roślin (głównie z rodzajów marzanowatych, rdestowatych i szakłakowatych), ale również u bakterii, porostów i grzybów, a nawet u niektórych zwierząt. Mogą występować w formie wolnej bądź jako glikozydy (np. alizaryna i jeden z jej glikozydów, kwas ruberytrynowy). Niektóre antrachinony występują również w postaci dimerów.
Antrachinony są szeroko stosowane jako barwniki, niektóre były wykorzystywane w tym celu od starożytności. Część związków z tej grupy wykazuje szereg właściwości biologicznych, m.in. działanie przeciwzapalne, moczopędne, przeczyszczające, przeciwdrobnoustrojowe, przeciwutleniające czy przeciwnowotworowe (np. antracykliny, angucykliny).

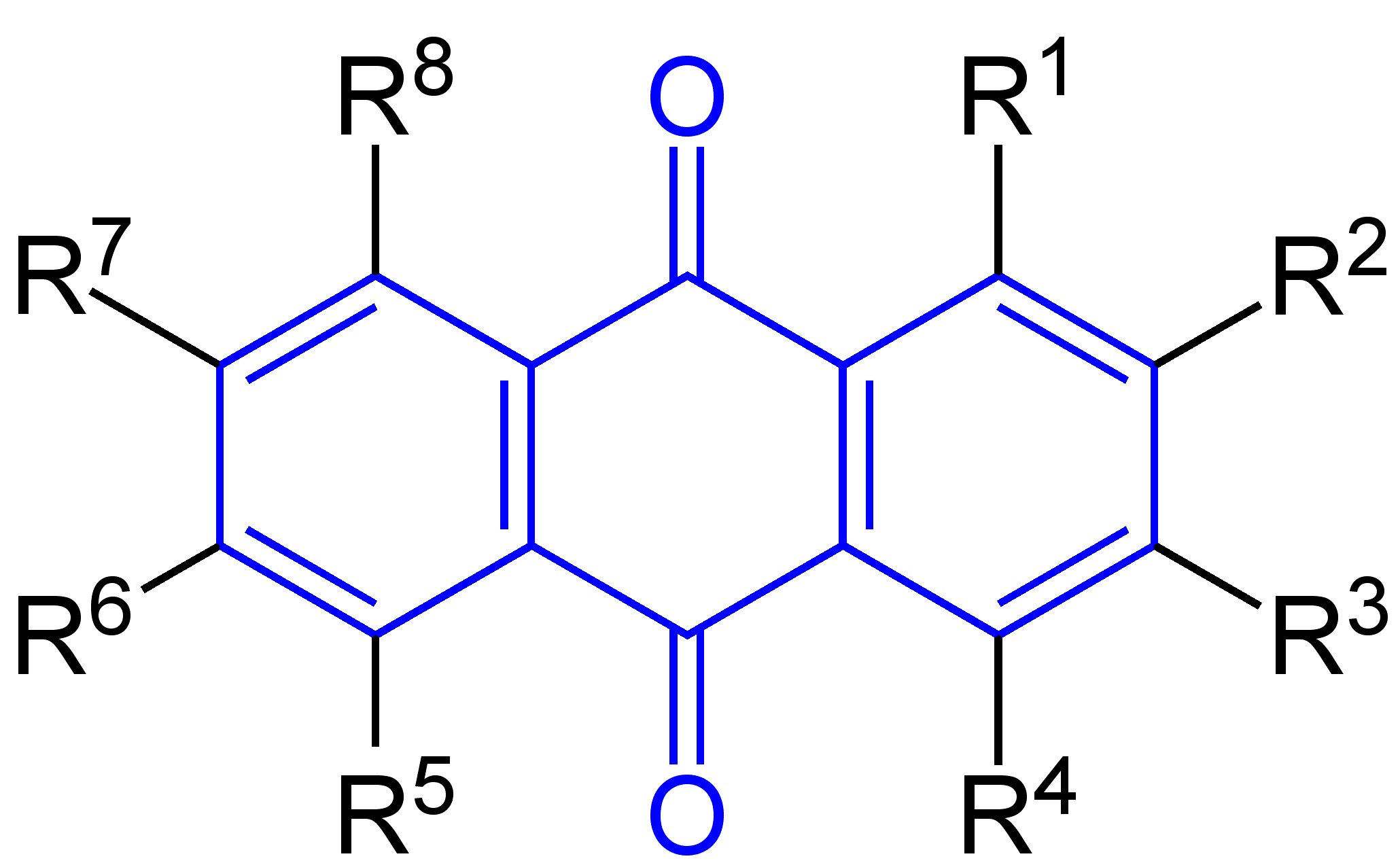
ogólna struktura antrachinonów
alizaryna
kwas ruberytrynowy (glikozyd antrachinonowy)
błękit indantrenowy RS (antrachinon w postaci dimerycznej)
doksorubicyna (antracyklina)